# Дистална тубула
Дистална тубула (DCT - енгл. Distal convoluted tubule) је порциција бубрежног нефрона између Хенлове петље  и  система колекторских канала.

## Физиологија
Дистална увојит тубула је делимично одговорна за регулацију калијума, натријума, калцијума, и  pH. Она је примарно место за регулацију калцујума посредством бубрежних хормона.
На њиховој апикалној површини (луменској страни), DCT ћелије садрже  на тиазиди сензитивне Na-Cl котранспортере и  пермеабилне су за Cа, путем ТРПВ5 канала. На  базолатералној површини (крв) присутна је АТП зависна Na/K антипортна пумпа, секундарни активни На / Cа транспортер - антипортер, и АТП зависни Ца транспортер. Базолатерална АТП зависна Nа/К пумпа производи градијент који омогућава апсорпцију На са апикалне површине путем Na/Cl синпортера и поновно преузимање Ца у крв посредством Na/Cа базолатералног антипортера.